# 曹当勉
曹當勉（1528年—？），字可賢，湖廣江夏縣人，明朝政治人物。同进士出身。

## 生平
嘉靖三十七年（1558年）戊午科湖廣鄉試第六十六名舉人，四十一年（1562年）壬戌科會試第一百九十六名，廷試三甲第七十六名進士。隆慶年間（1567～1572年）任福建建寧府知府。六年改開封府知府，萬曆三年（1575年）二月升陝西按察司副使，十二月改山東副使、整飭霸州兵備，六年八月升右參政。

## 家族
曾祖曹鋐，通判；祖父曹昂；父曹遷。母余氏。永感下。弟當省。